# Cody Wood
Pour les articles homonymes, voir Wood.
Cody Brendan Wood (né le 4 juillet 1984) est un chanteur, auteur-compositeur et acteur d'origine américaine résidant à Los Angeles en Californie. Le 8 août 2008, Wood a sorti son premier album solo, Nothin 'To It.

## Vie personnelle
Cody Wood est né à Santa Fe, au Nouveau-Mexique et a grandi à Phoenix, où il a étudié à la Monte Vista Elementary, Esperanza Elementary School ainsi que l'Arizona School for the Arts. En août 2000, Wood et sa famille ont déménagé à Weston, Massachusetts, où il a étudié au lycée publique de Weston. Pendant sa dernière année de terminal, il a été maitre violoniste de l'orchestre scolaire, délégué de sa promotion, et a occupé le poste de défenseur au sein de l'équipe de football.
En mai 2008, Wood a été diplômé de la Case Western Reserve University et détient une licence en sciences biomédicale et une licence en art musical. Il a étudié le violon et le chant à l'Institut de musique de Cleveland (en), à l'école sœur de CWRU, avec le Dr Carol Ruzicka et Cynthia Wohlschlager. Pendant ses études à Case Western, il a servi en tant que trésorier de classe pendant deux ans, a été membre de la chorale des concerts de cas et l'affaire Symphony Orchestra, et fait la Dean's Honors and High Listes Honors.
En tant qu'étudiant de premier cycle à Case Western Reserve University, Wood a publié en tant que coauteur un article sur les « Principes de conception pour la biologie synthétique » dans le manuel de collégialité Systems Bioinformatics: An Engineering Case-Based Approach édité par Gil Alterovitz et Marco F. Ramoni.  
La première tournée solo de Cody Wood a commencé en février 2006 avec la Northcoast Jazz Collective. Il a sorti son premier album Nothin 'To It en 2008 et a déménagé en Californie la même année. Depuis, il a joué dans de nombreuses villes aux États-Unis et continue à gagner de la reconnaissance en tant que chanteur et auteur-compositeur.

## Discographie

### Albums studio
- 2008: Nothin' To It[12]

## Récompenses et nominations
- Grammy Award de la meilleure chorale dans le Credo de Penderecki (Phoenix Boys Choir 2000)[13]
- Finaliste au Concours John Lennon Songwriting (IMC 2009)[1]

### Sources bibliographiques
- (en) S Leavitt, « IMC John Lennon Scholarship Finaliste Information », IMC John Lennon,‎ 2009
- (en) R Sutton, « Nothin 'To It », All About Jazz,‎ 2009 (lire en ligne)
- (en) C Scaparotta, « The Weston Town Crier », The Weston Town Crier,‎ 2009 (lire en ligne)
- (en) R Hunt, « Hitting the Spot: Cody Wood », The Observer CWRU,‎ 2009 (lire en ligne)
- CWRU études de premier cycle (2005). "Les agents de catégorie", Deuxième année Lettre d'information.

CWRU classe responsable des élections
- Nordshore, "Case Western Snowball 2006", In Motion: La vie, les arts et technologies comme exploré avec les amis et la famille, 2006 (lire en ligne)
- (en) Malory Factor, « Case alum makes name for himself in recording world », The Observer CWRU,‎ 2008 (lire en ligne)
- Artech House (2007). "Systems Bioinformatics: Une affaire de génie-Based Approach", Artech House Bookstore.

Artech House
- Alterovitz, G (2009). "Renvoyé Publications", Publications

~ gil / hme_publications.htm MIT 2009, Gil Alterovitz
- (en) Plotkin, "Cody Wood", Projets, 2008 (lire en ligne)
- Le Phoenix Boys Choir (2009). »Récompenses et honneurs", The Boys Choir Phoenix ".

Phoenix The Boys Choir (en)